# Nazionale maschile di pallacanestro di Bermuda
La nazionale di pallacanestro di Bermuda è la selezione che rappresenta lo Stato di Bermuda negli incontri internazionali di pallacanestro ed è posta sotto l'egida della Federazione cestistica di Bermuda.

## Piazzamenti

### Campionati caraibici
- 2009 - 8º
- 2011 - 5º
- 2015 - 8º

## Formazioni

### Campionati caraibici
Campionato caraibico maschile di pallacanestro 20094 Bean, 5 M. Smith, 6 Vernell Lambe, 7 Vernon Lambe, 8 A. Smith, 9 Jackson, 10 Correia, 11 Peterkin, 12 Nesbitt, 13 Lee, 14 Paynter, 15 Todd,        All. -
Campionato caraibico maschile di pallacanestro 20115 S. Simons, 6 Lugo, 7 Lowe, 8 Riley, 9 Jones, 10 J. Simons, 11 Jackson, 12 Phillips, 13 Lee, 14 Correia, 15 Knight,        All. -
Campionato caraibico maschile di pallacanestro 20153 Symonds, 4 Riley, 5 Crumpler, 7 Thompson, 8 S. Simons, 9 Lee, 10 J. Simons, 11 Jo. Lowe, 12 Phillips, 14 Jones, 15 Ja. Lowe,        All. Roderick Spencer